# Folby
Folby eller Foldby er en satellitby til Aarhus i Østjylland med 1.202 indbyggere  (2024). Foldby er beliggende fire kilometer vest for Hinnerup og 18 kilometer nordvest for Aarhus. Byen ligger i Region Midtjylland og tilhører Favrskov Kommune.
Folby er beliggende i Foldby Sogn og Foldby Kirke ligger i byen.